# アンドレイ・エシュチェンコ
アンドレイ・イェシュチェンコ（ロシア語: Андрей Ещенко, ラテン文字表記: Andrey Yeshchenko, 1984年2月9日 - ）は、ロシア・イルクーツク出身の元同国代表サッカー選手。現役時代のポジションはディフェンダー。

## 来歴

### クラブ

#### 初期の経歴
1984年にイルクーツクで生まれた。しかし9歳の頃に両親を交通事故で亡くしている。2003年、地元のクラブであるFCズヴェズダ・イルクーツクでプロデビューした。2005年にFCヒムキに移籍。当時チームは1部リーグ（実質2部）所属ながらロシア・カップではベスト16でFCルビン・カザンを破り、決勝でPFC CSKAモスクワに敗れたものの準優勝を果たした。

#### ウクライナ時代
ヒムキでの活躍が認められて、2006年、ウクライナの強豪FCディナモ・キーウへ移籍。2006年8月にFCディナモ・モスクワへレンタル移籍した関係で一旦ロシアへ帰国し、4日のFCトルペド・モスクワ戦とのモスクワ・ダービーでプレミアリーグ・デビューを飾った。
2007年前半はディナモ・キエフのリザーブチームで9試合に出場したが、同年夏にFCドニプロ・ドニプロペトロウシク、2009年にFCアルセナル・キエフへレンタル移籍していた。

#### ロシアへ帰国
2011年夏、プレミアリーグに昇格したばかりのFCヴォルガ・ニジニ・ノヴゴロドに移籍し、12試合に出場した。
2012年1月、FCロコモティフ・モスクワに移籍。すぐさま左サイドバックの定位置を確保し、ロシア代表歴のあるレナト・ヤンバエフをベンチに追いやる活躍を見せた。2013年1月12日、FCアンジ・マハチカラへの移籍する事がロコモティフ公式サイトやアンジ公式サイトで伝えられた。
2016年6月16日、FCスパルタク・モスクワに移籍することが発表された。

### 代表
2012年9月11日の2014 FIFAワールドカップ・ヨーロッパ予選、イスラエル戦 (4-0)で代表初キャップを刻んだ。2014 FIFAワールドカップ本戦のメンバーにも選出された。

## 所属クラブ
- FCズヴェズダ・イルクーツク 2003-2004
- FCヒムキ 2005-2006
- FCディナモ・キーウ 2006-2011

→  FCディナモ・モスクワ 2006
→  FCドニプロ 2007-2008
→  FCアルセナル・キエフ 2009-2011
- FCヴォルガ・ニジニ・ノヴゴロド 2011
- FCロコモティフ・モスクワ 2012
- FCアンジ・マハチカラ 2013-2016

→  FCクバン・クラスノダール 2014-2015
→  FCディナモ・モスクワ 2016
- FCスパルタク・モスクワ 2016-2021

## 代表歴

### 出場大会
- ロシア代表
  - 2014 FIFAワールドカップ

### 試合数
- 国際Aマッチ 14試合 0得点（2012年-2014年）[5]

| ロシア代表 | 国際Aマッチ | 国際Aマッチ |
| 年         | 出場        | 得点        |
| ---------- | ----------- | ----------- |
| 2012       | 4           | 0           |
| 2013       | 4           | 0           |
| 2014       | 6           | 0           |
| 通算       | 14          | 0           |

## 獲得タイトル
- FCディナモ・キーウ
  - ウクライナ・プレミアリーグ：1回 (2006-07)
  - ウクライナ・カップ：2回 (2005-06, 2006-07)

- FCスパルタク・モスクワ
  - ロシア・プレミアリーグ：1回 (2016-17)
  - ロシア・スーパーカップ：1回 (2017)